# アメリカン・アキタ
アメリカン・アキタは、犬の品種の1つ。

## 概要
第二次世界大戦後、日本に進駐した連合国の占領軍の一部であるアメリカ軍の軍人たちが飼い、後にアメリカへ連れ帰った秋田犬が、本犬種のルーツである。当初は単に「アキタ」と呼ばれ、後に日本の秋田犬との異同が明らかになると、これと区別して「アメリカン・アキタ」と呼ばれるようになった。
ただし、海外の多くの畜犬団体では、「アキタ」と言った場合、現在でも日本の秋田犬と本犬種の両方を指したり、あるいは本犬種のみを指したりする場合が多く、両者を特に区別していないこともしばしばある。
右の表に示した各国の畜犬団体のウェブサイトでも、FCI（国際畜犬連盟）と JKC（ジャパンケネルクラブ）以外で両者に独立の項目を立てているのは NZKC（ニュージーランド）のみであり、しかも本犬種を Akita、日本の秋田犬を Japanese Akita とすることで区別している。なお、CKC（カナダ）のサイトでは、秋田犬についての記事中で、2系統のあることに特に注意を喚起している。
よって、海外の資料に当たるときには、そこで「アキタ（Akita, Akita Dog）」とされるものが、本犬種なのか、日本の秋田犬（ジャパニーズ・アキタ）なのか、あるいは両者を併せて指しているのか、注意することが必要となる。

## 歴史
戦中戦後の極度の食糧不足のため、また、戦時中は軍用犬となるジャーマン・シェパード・ドッグ以外の犬種の飼育が事実上禁止されているに近い状態だったこともあり、終戦直後の時点では、純粋な秋田犬は非常に希少であり、わずか十数頭しか生存していなかった。
ところが、戦前にヘレン・ケラーに贈られた秋田犬のニュースが広まったことや、秋田犬が日本犬中で唯一の大型犬種であったこともあり、連合国軍最高司令官総司令部（GHQ)のアメリカ兵の間で、秋田犬が意外な人気を呼んだ。
当時比較的入手しやすかったのは、マスティフやジャーマン・シェパード・ドッグの特質が色濃く残る「出羽系」と呼ばれる系統のものであり、アメリカ兵が入手し、後に母国へ連れ帰った秋田犬のほとんどは、昭和20年代を通じて市場を席巻していた、この系統の秋田犬であった。頭がよく、適応能力の高いこれらの「秋田犬」は、アメリカ国内でも人気となり、繁殖によりその数も増えていった。
一方、日本国内では、原種である秋田マタギ犬（岩手犬）を使うことにより、本来の日本犬の特質が強い秋田犬が改めて改良繁殖された。この系統は「一ノ関系」と呼ばれ、これこそが真の秋田犬とされたために、一世を風靡した出羽系は、最終的にはほぼ根絶されるに至った。
アメリカでは、1956年に、アキタ・クラブ・オブ・アメリカが設立され、1972年10月には、アメリカン・ケネル・クラブ（AKC）の犬籍簿への登録と、ショーへの出陳が許可された。このころはまだ、AKC と JKC との間に、血統証書の相互承認がなされていなかったため、日本からの新しい血液の交流が図られることはなく、アメリカでは1955年ごろのままの犬質、タイプのまま固定化され、独自のタイプとなった。これが現在のアメリカン・アキタである。

## ギャラリー

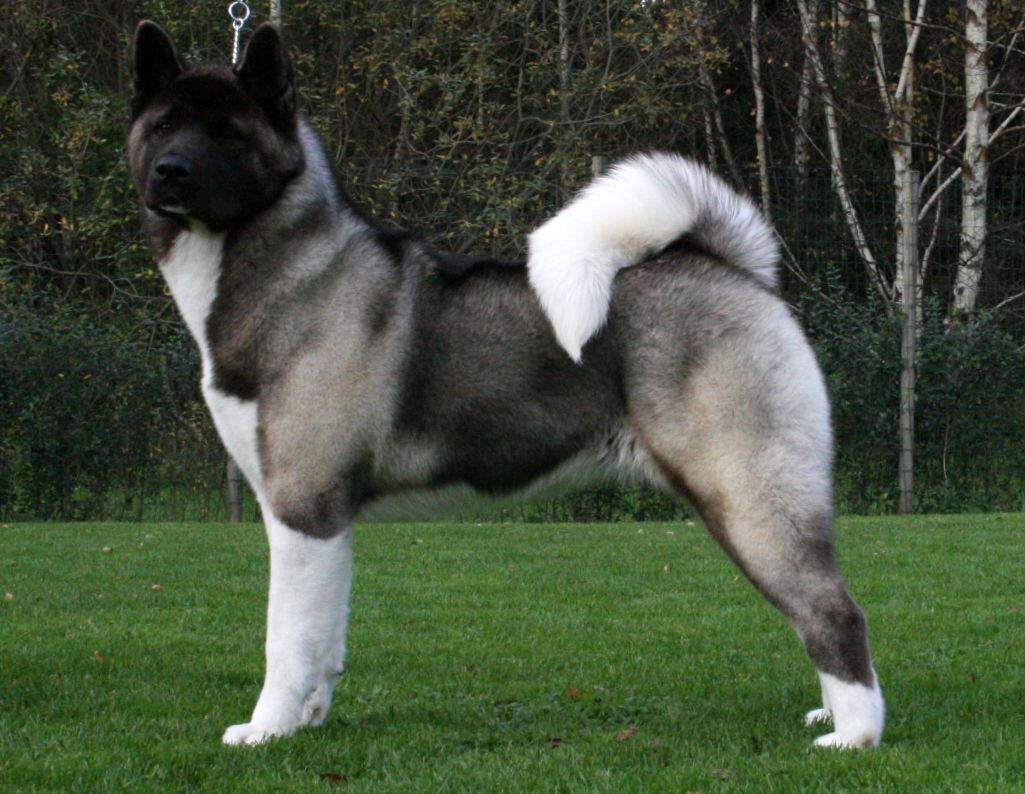
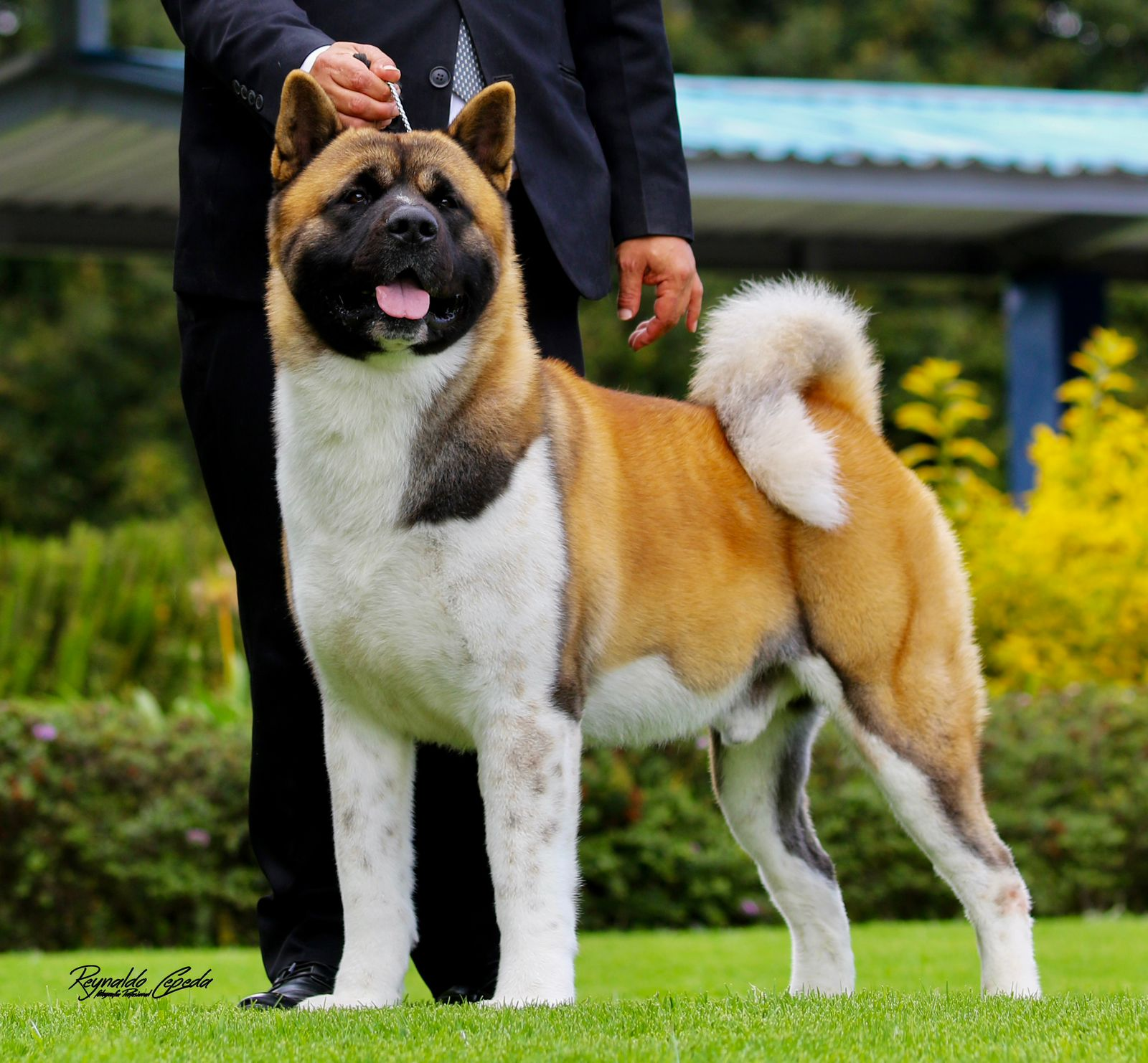
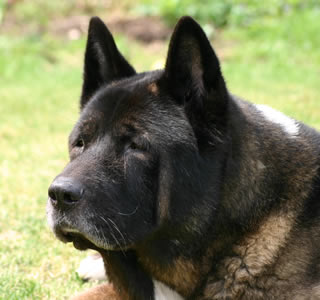
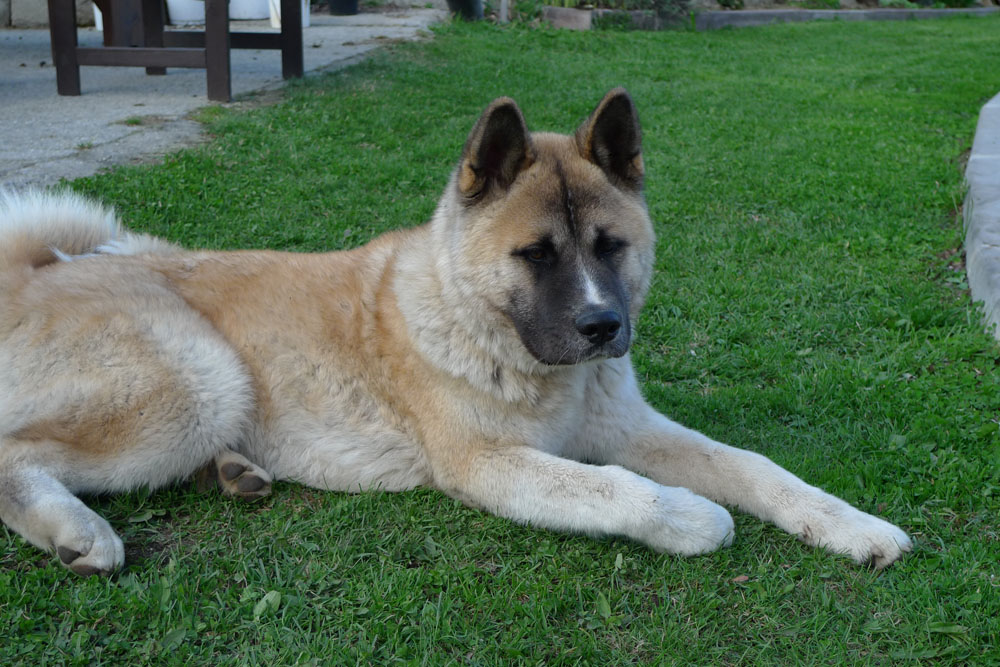